# Облога Дуллана (1595)
Облога Дуллана — осада іспанськими військами французького міста Дуллан у 1595 році у рамках Восьмої (і останньої) Релігійної війни у Франції («Війни трьох Генріхів»). Після десяти днів осади, 24 липня, поєднані сили виконта де Тюренна, Франсуа III д’Орлеан-Лонгвиля і Андре де Бранкаса намагалися розблокувати місто, але були розбиті іспанськими силами на чолі з графом Фуентесом та доном Карлосом Колома. Бранкас був взятий в полон і страчений, а виконт Тюренн втік у Ам'єн з остачею французької армії. Нарешті, кілька днів, 31 липня, іспанський війська штурмували Дуллан. Іспанці вбили всіх у місті, військових та цивільних осіб, з криками «Пам'ятайте Ам» як помсту за різню іспанського гарнізону міста Ам французькими і протестантськими солдатами за наказом Тюренна.

## Передісторія
Під час французьких релігійний війн іспанська монархія як захисник католицизму регулярно втручалася у конфлікти на стороні Католицької ліги, особливо у рамках оточення Парижа 1590 роки, коли Генріх Наварський, майбутній Генріх IV, був розбитий поєднаними силами Іспанії  католиків. Цей успіх католиків привів до переходу Генріха в католицизм заради об'єднання країни, що, нарешті, принесло йому підтримку більшості підданних. 27 лютого 1594 року він був коронований королем Франції у соборі Шартра. У 1595 році Генріх IV офіційно оголосив війну Іспанії, котра підтримувала ворожі королю католицькі сили, котрі прагнули зайняти північну Францію.
У Іспанських Нідерландах після смерті ерцгерцога Ернста Австрійського у Брюмселі 20 лютого 1595 року генерал-губернатором став дон Педро Енрікес де Асеведо, граф Фуентес, доки король Філіп II не змінив його на Альбрехта VII Австрійського, молодшого брата ерцгерцога Ернста.
У червні 1595 року франко-протестантські сили віконта де Тюренна і Франсуа III д’Орлеан-Лонгвиля зайняли місто Ам, знищивши невеликий іспанський гарнізон. У ту ж пору граф Фуентес і його 5-тисячна армія (4000 піхоти і 1000 кінної артилерії), захопила французький Хмелі-Катле. Посилений понад чим 3000 солдатами з Ено і Артуа Фуентес продовжив свій наступ і 14 липня прибув у Дуллан і розпочав осаду.
Дізнавшись про це, Тюренн і губернатор Пікардії Франсуа III д’Орлеан-Лонгвиль, разом з екс-командиром Ліги Андре де Бранкасом і поповненнями, рушили на допомогу місту. Французький гарнізон Дуллана, на відміну від гарнізона Хмелі-Катле, у надії на швидке прибуття підкріплення підготувалися до оборони.

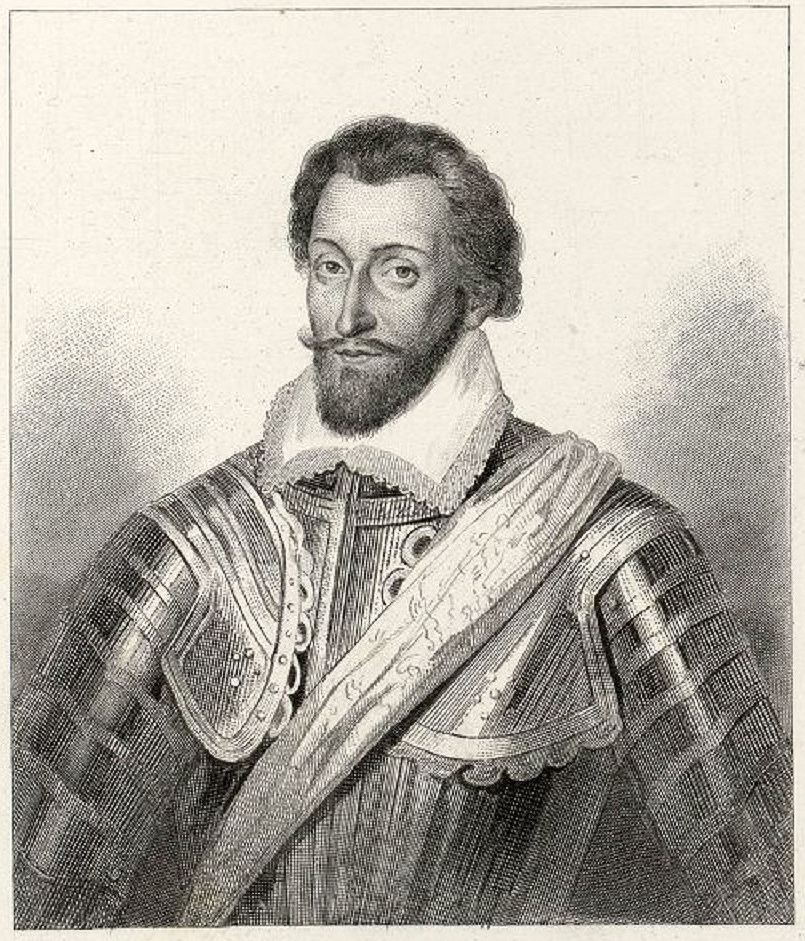
Андре де Бранкас

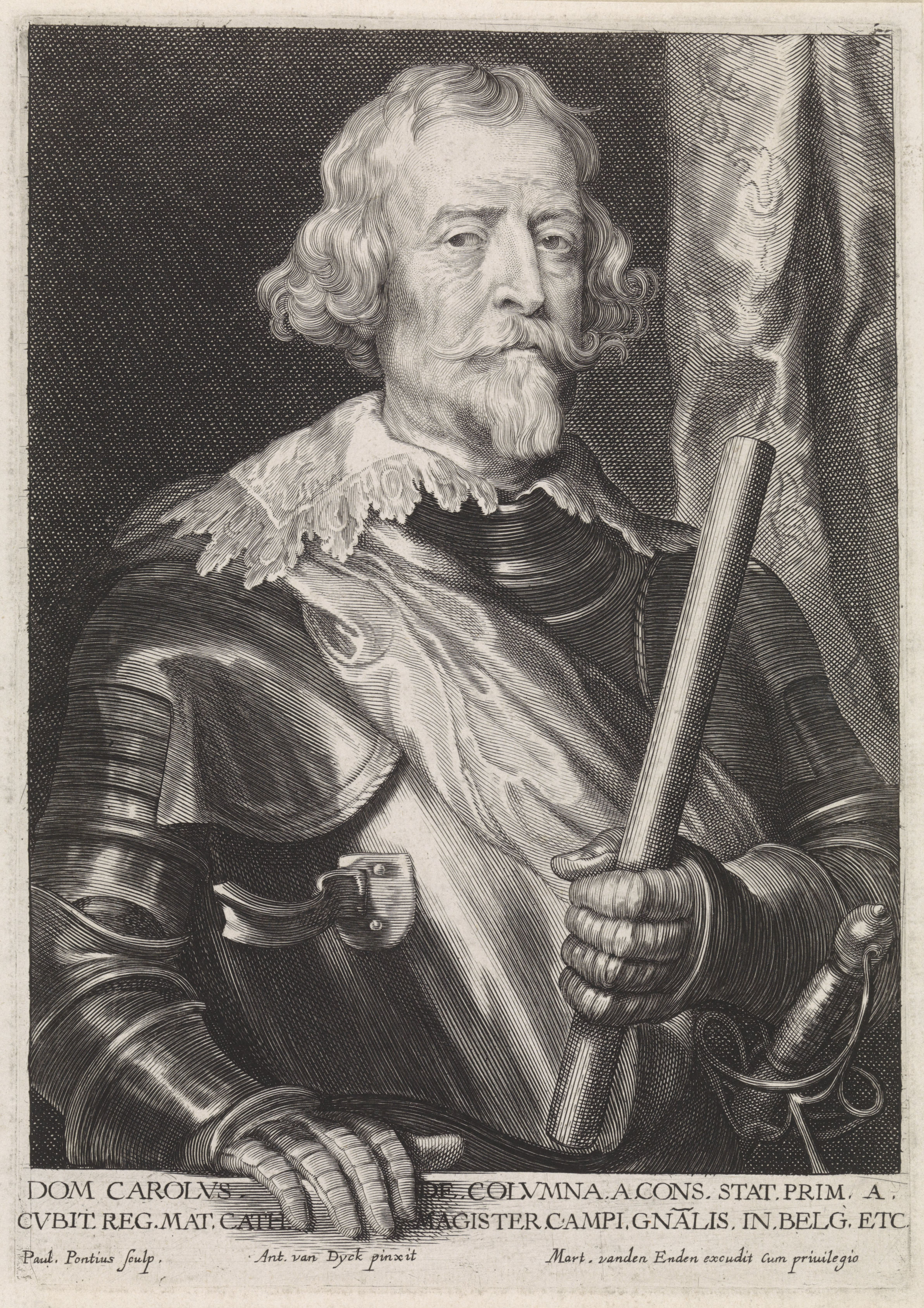
Карлос Колома, худ. Антонис ван Дейк.

## Битва
24 липня французькі війська прибули у околиці Дуллана. Бранкас на чолі французької армії кинувся рятувати місто натомість, замість того щоб чекати підкрепления від Луї де Невера. Фуентес виділив частину своєї армії,  2000-3000 людей на чолі з доном Карлосом Колома, щоб перехопити французькі сили. Бранкас почав необмірковану кавалерійську атаку проти іспанців, створивши плутанину серед іспанських військ, але атака була відбита без великих зусиль, у результаті чого французи зазнали великих втрат. Відтак французькі війська були оточені іспанцями, і Фуентес покарав їх за бездумство, вирізавши піхоту і захопивши набої, обози та стяги. Бранкас був взятий в полон, і, не зважаючи на пропозицію сплатити викуп за своє життя, був убитий пострілом у голову.
Ця поразка, ще більше скоротила королівські сили у Пікардії, і віконт Тюренн здійснив втечу в Ам'єн з залишками французької армії

### Штурм Дуллана
Фуентес повернувся до облоги Дуллана і після двох невдалий спроб взяв місто 31 липня. З криками «Пам'ятайте Ам» іспанці вбили всіх у місті, воєнних та цивільних, щоб помститися за різанину іспанського католицького гарнізону Ама французьких та протестантських солдат віконта Тюренна. Упродовж декількох годин було вбито від 3000 до 4000 людей.

## Наслідки

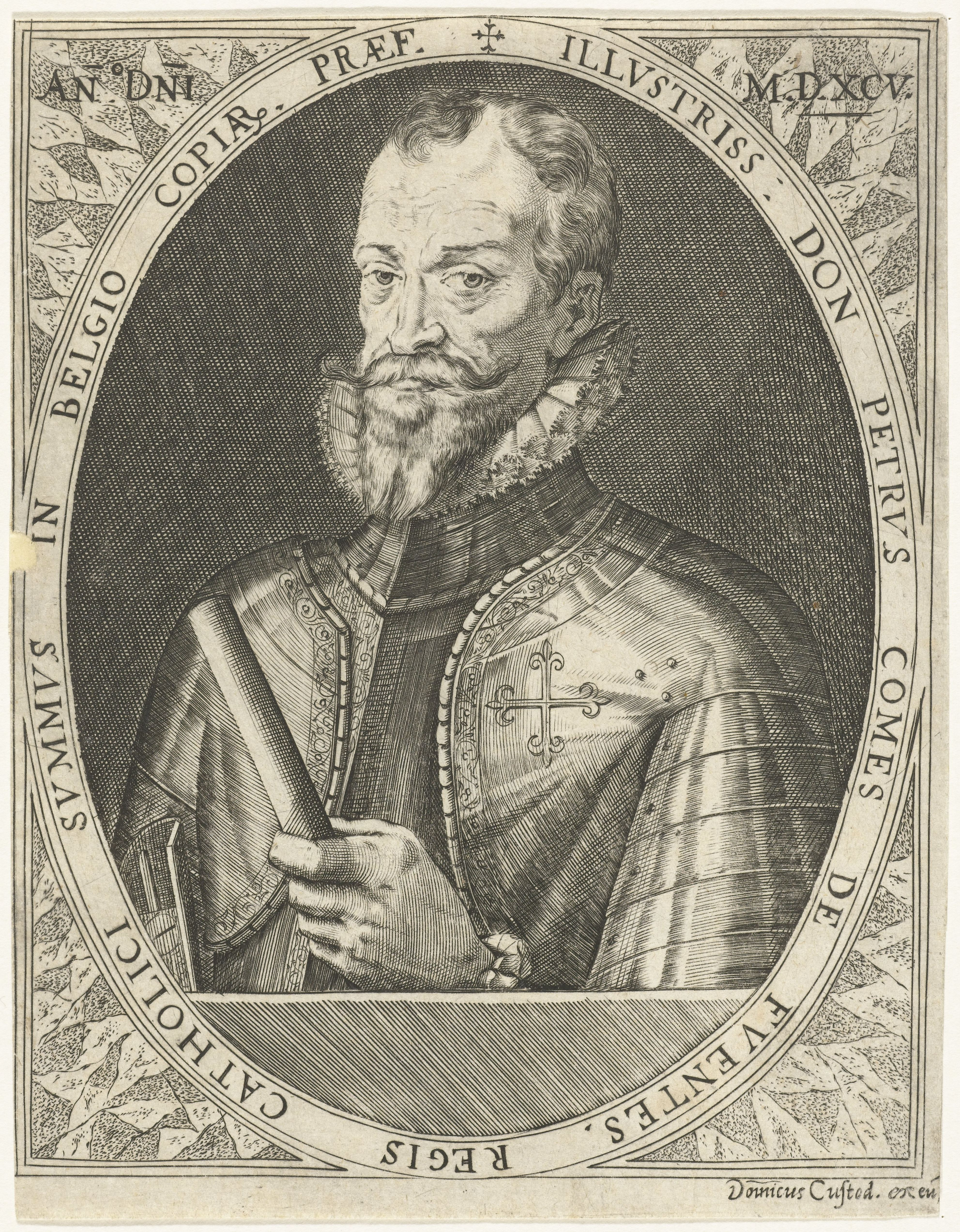
Педро Енрікес де Асеведо, граф Фуентес

Зміцнивши Дуллан 1500 солдатів на чолі з графом Бюкуа, Фуентес вирушили з основною масою своєї армії до важливого укріплення Камбре. Генріх IV, котрий перебував у Лионе, був налаштований рішуче, врятувати укріплення будь-якою ціною, але нестабільне економічне положення не дозволило йому зібрати серйозну армію. Він навіть звернувся до Сполучених Провінцій за воєнною допомогою, але відповідь все ніяк не приходила. Після тяжкого бомбардування іспанські війська захопили Камбре. Губернатор Камбре, Жан де Монлюк, сенйор де Баланьї, зачинився у цитаделі, але здався 7 вересня.
Дуллан перебував під іспанським контролем до укладання Вервенского миру у 1598 році.